# Śmierdnica
Śmierdnica – część miasta Szczecina w osiedlu Płonia-Śmierdnica-Jezierzyce, położona nad rzeką Płonią, na północnym skraju Puszczy Bukowej. Do 1972 roku samodzielna wieś. W latach 1945–54 siedziba gminy Śmierdnica.
Do 1992 roku przez tę część miasta przebiegała linia kolejowa Szczecin Lotnisko – Sobieradz. Stacja kolejowa w Śmierdnicy nosiła kolejno nazwy Mühlenbeck (Bezirk Stettin), Mühlenbeck (Bezirk Greifenhagen), Wyszomierz Brudzewo (1945–1947), Płonia Brudzewo (1947–1949), Struga Szczecińska (1949–1992).  
Znajdują się tu ruiny kościoła pw. św. Mikołaja, budynek starej szkoły (która została sprzedana i jest remontowana). Pod kościołem św. Mikołaja znajduje się stary zarośnięty cmentarz. 26 grudnia 1982 poświęcony został kościół filialny pw. NMP Matki Kościoła utworzony w pomieszczeniach dawnego kina Stokrotka przy ul. Nauczycielskiej 17. Budynek kościoła remontowano w latach 1988–1989 a następnie w 2005. 
W Śmierdnicy od 1948 działa Ochotnicza Straż Pożarna oraz od 4 sierpnia 1994 Osiedlowy Klub Sportowy "Iskierka" ze stadionem przy ulicy Topolowej wyposażonym w sztuczne oświetlenie murawy.

## Nazwa
Według Encyklopedii Szczecina nazwa Śmierdnica pochodzi od słowa "smród". Po raz pierwszy zanotowano ją w 1180 roku w formie Zmirdinza. Z kolei przewodnik "Okolice Szczecina" informuje, że nazwa wywodzi się najprawdopodobniej od słowa smred, smreda oznaczającego chłopa. 
Niemiecka nazwa wsi brzmiała Mühlenbeck. Po wojnie przejściowo używano nazwy Smerdnica. Nazwę Śmierdnica wprowadzono urzędowo rozporządzeniem Ministrów Administracji Publicznej i Ziem Odzyskanych z dnia 12 listopada 1946 roku.

## Sport
OKS Iskierka Szczecin. Klub Powstały w 1994 roku. W roku 2014 występuje w 5 lidze.

## Przypisy

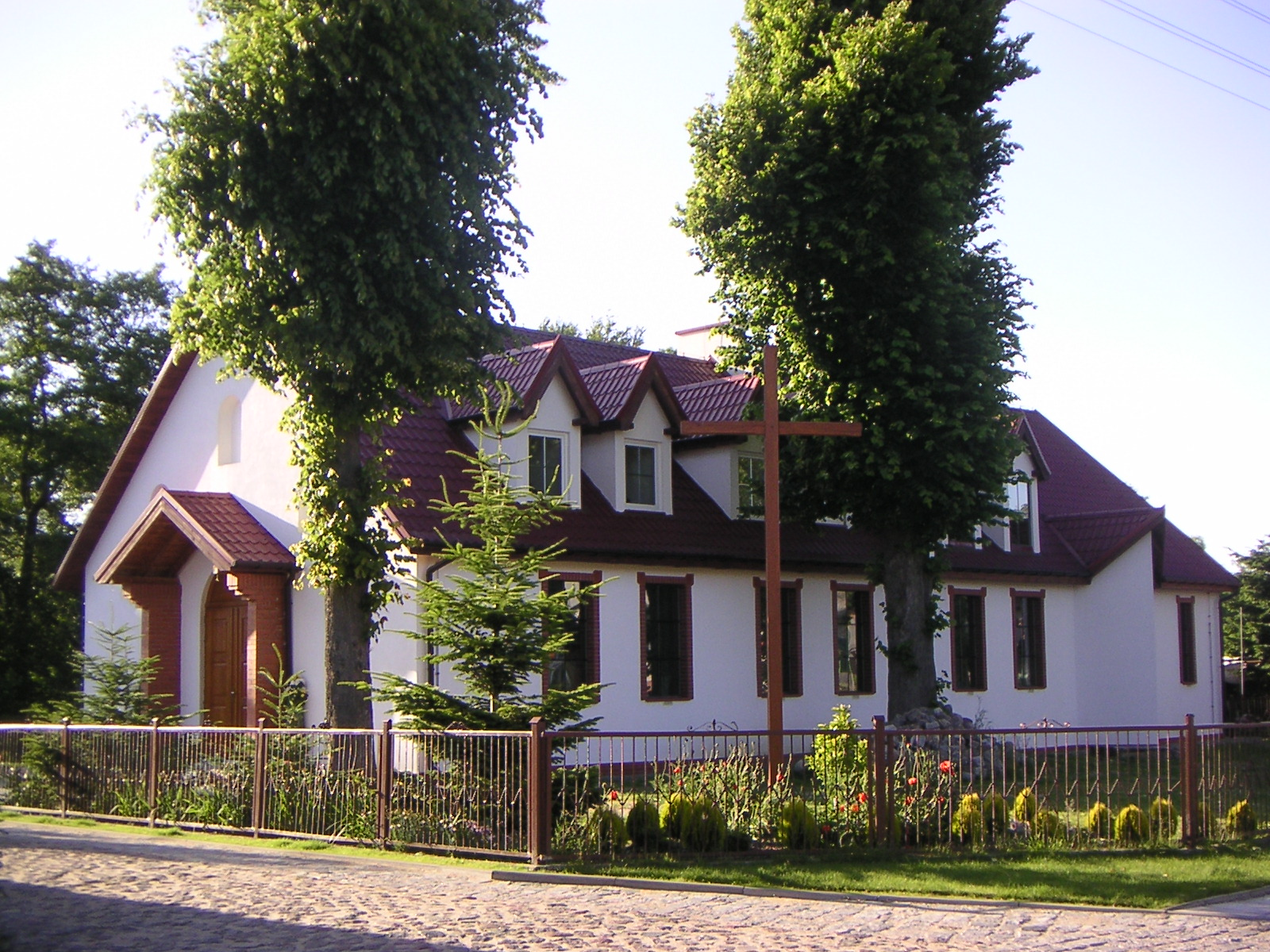
Kościół filialny NMP Matki Kościoła, ul. Nauczycielska 17
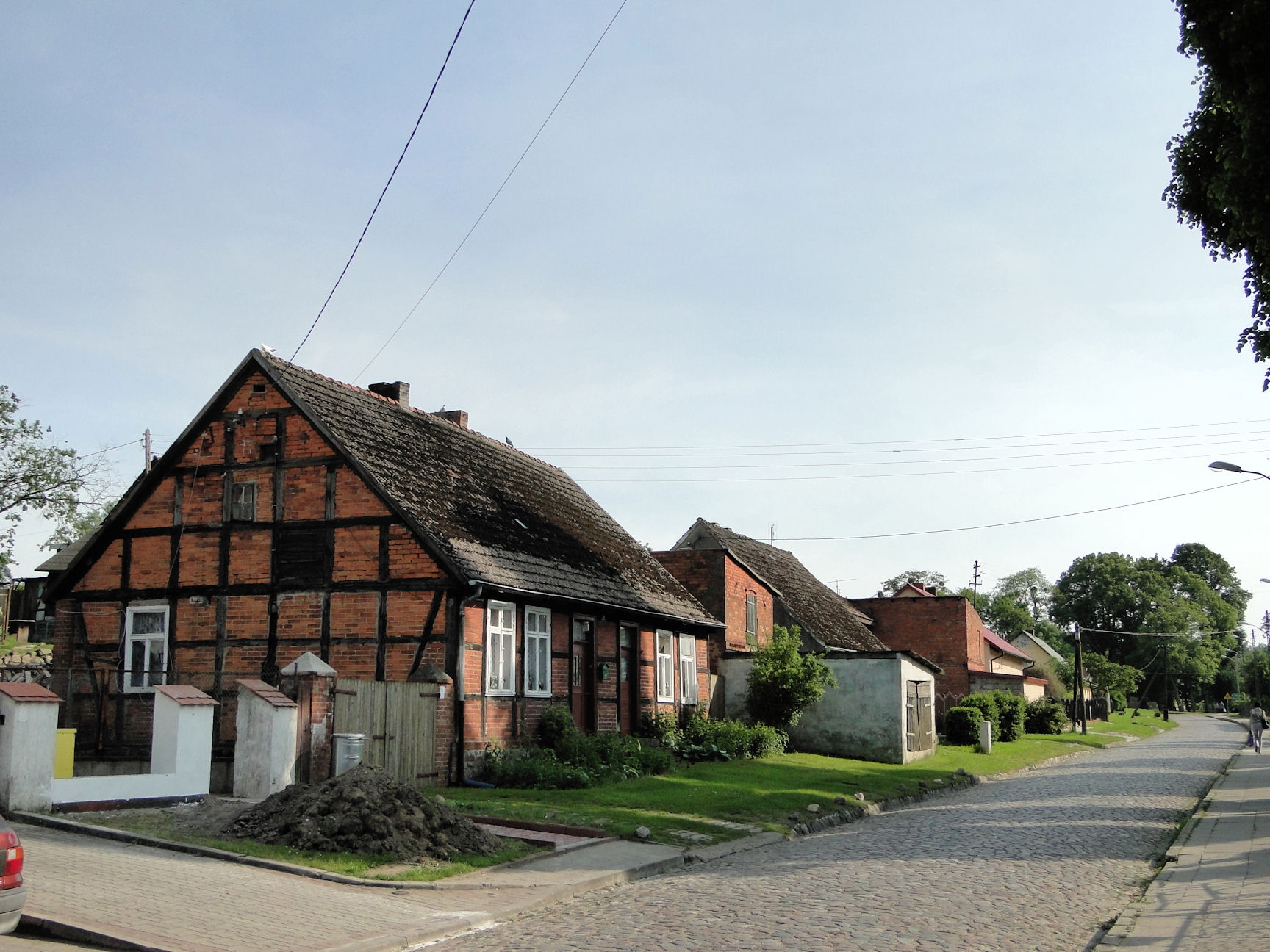
Zabudowa ul. Nauczycielskiej
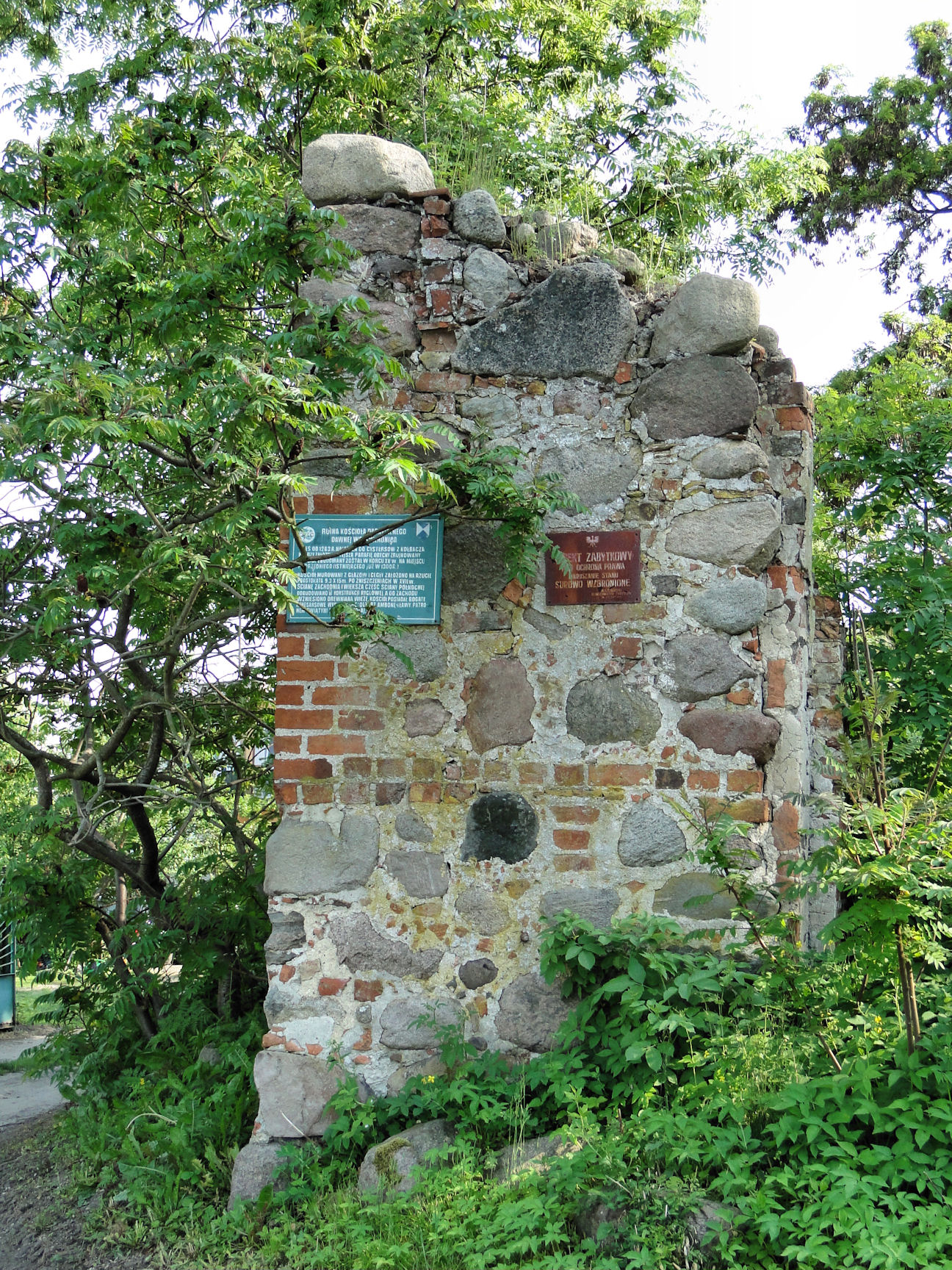
Ruiny dawnego kościoła św. Mikołaja
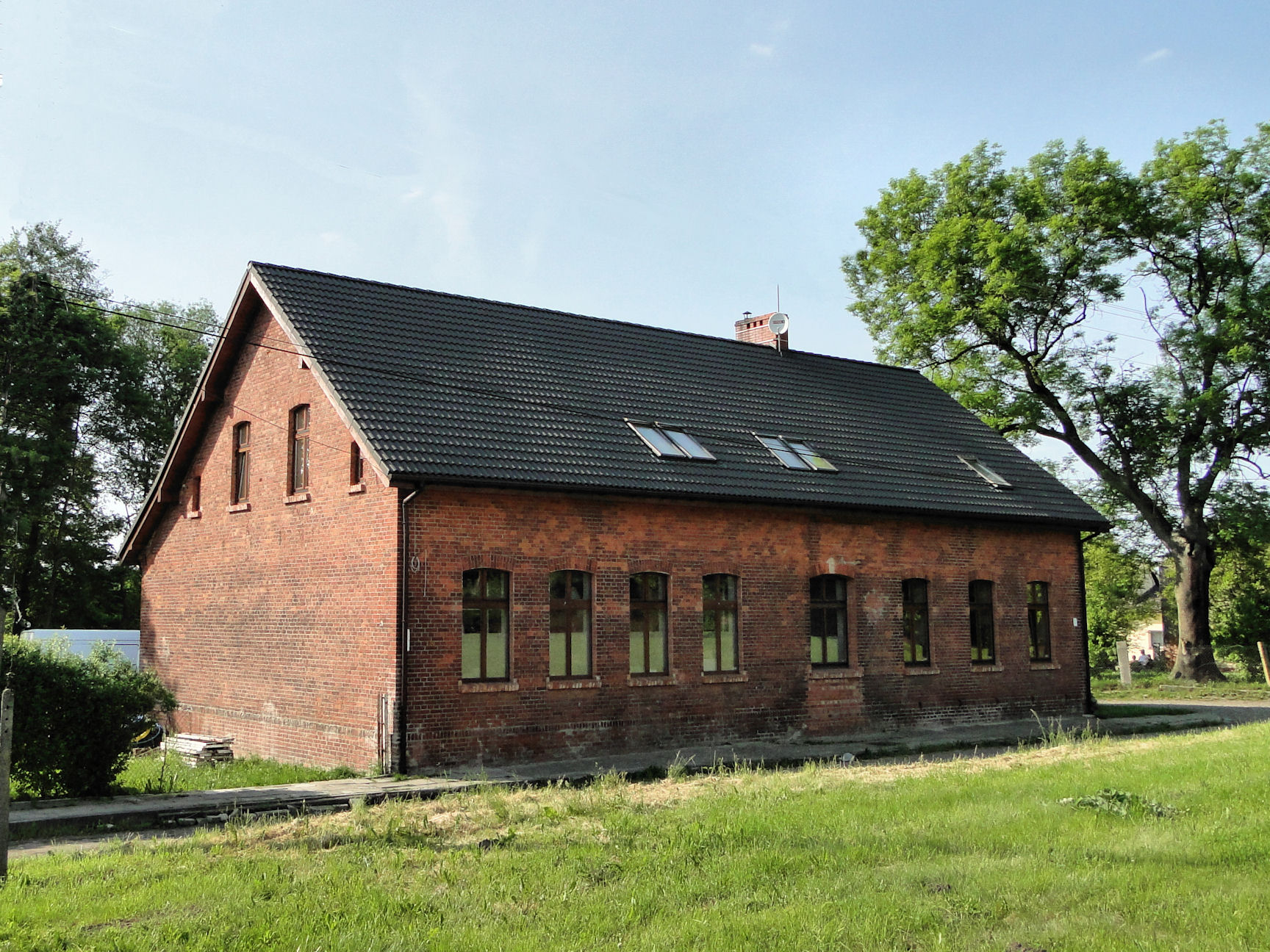
Budynek dawnej szkoły
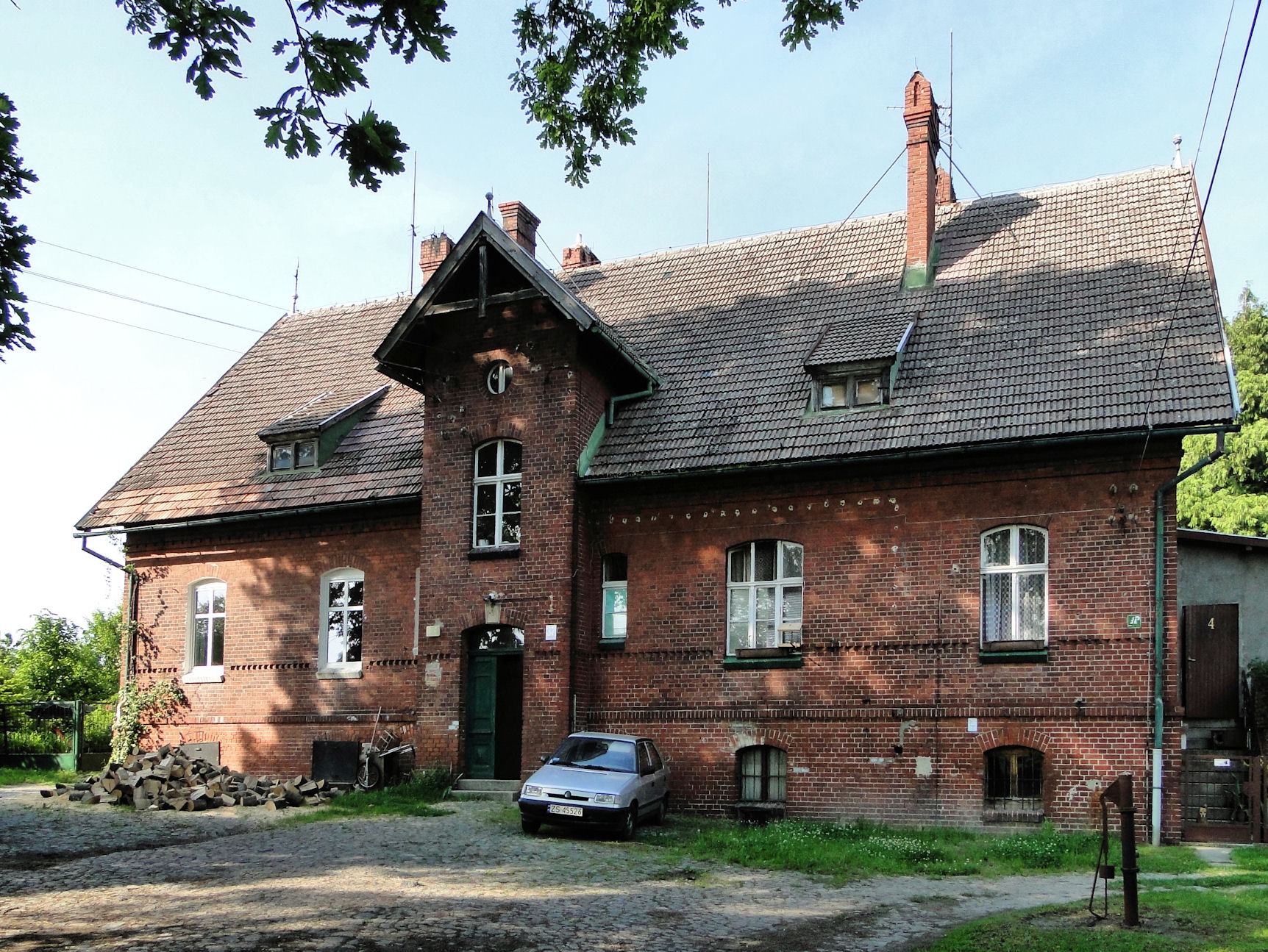
Leśniczówka
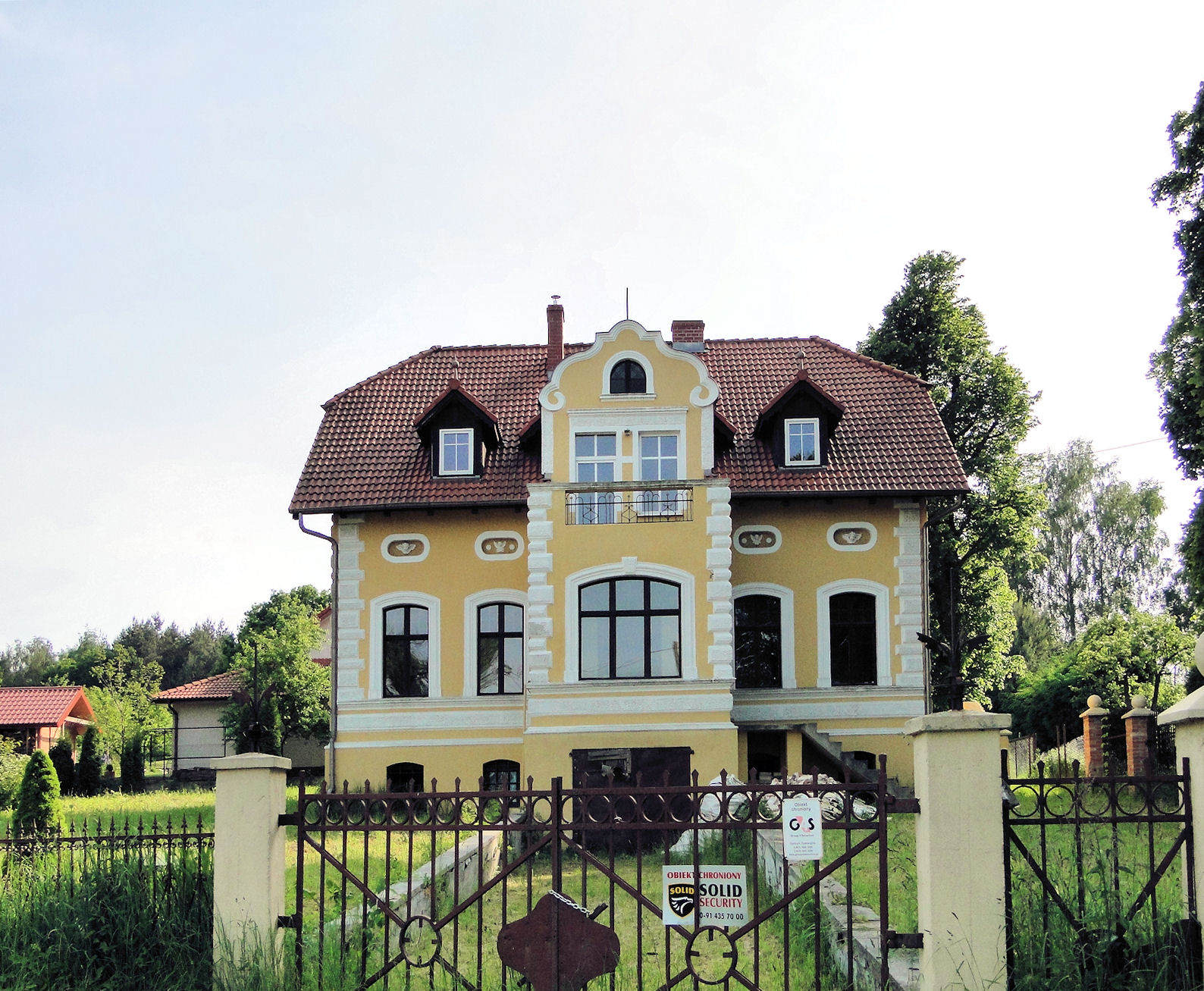
Odrestaurowany budynek mieszkalny
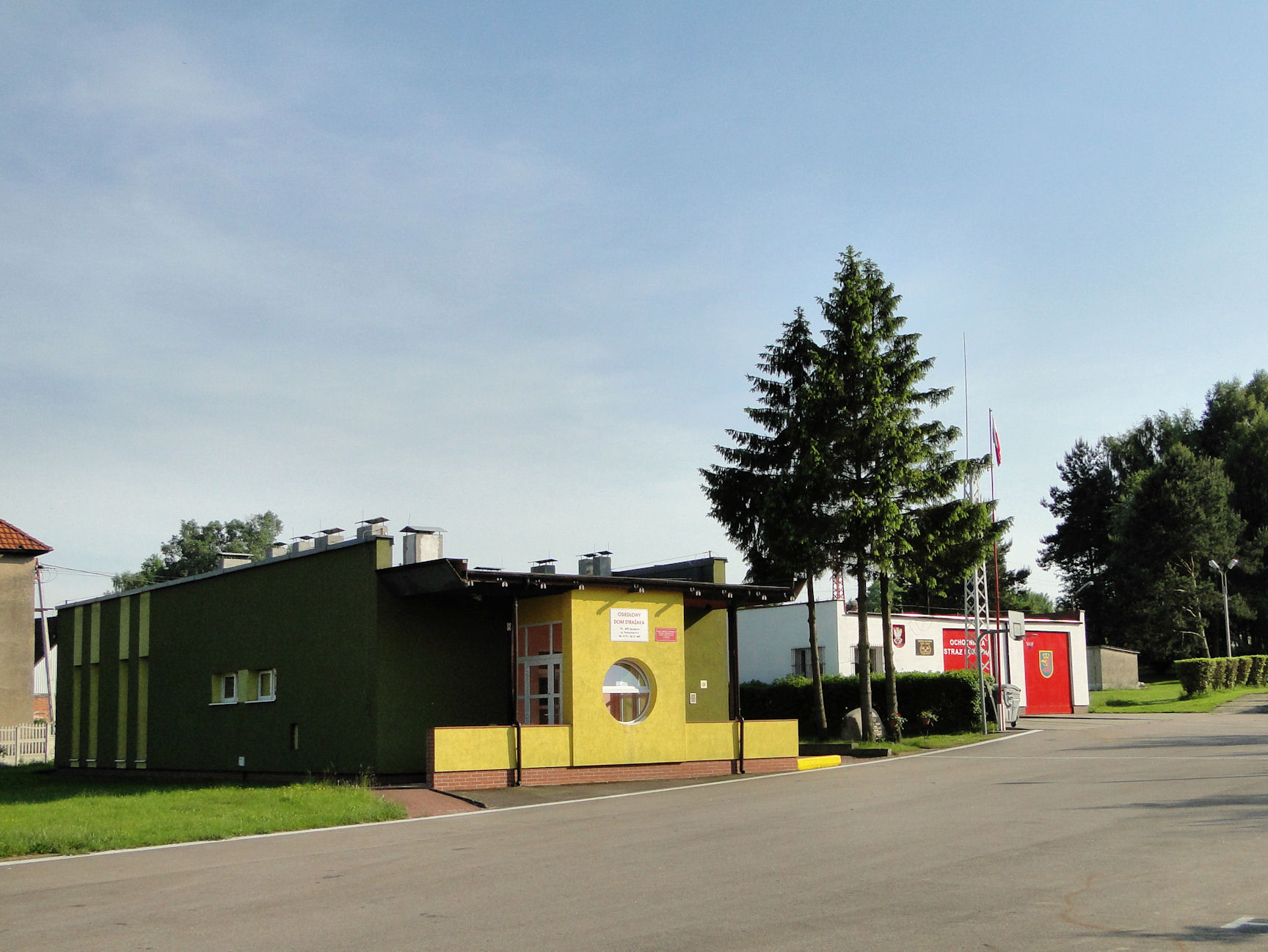
Siedziba Ochotniczej Straży Pożarnej
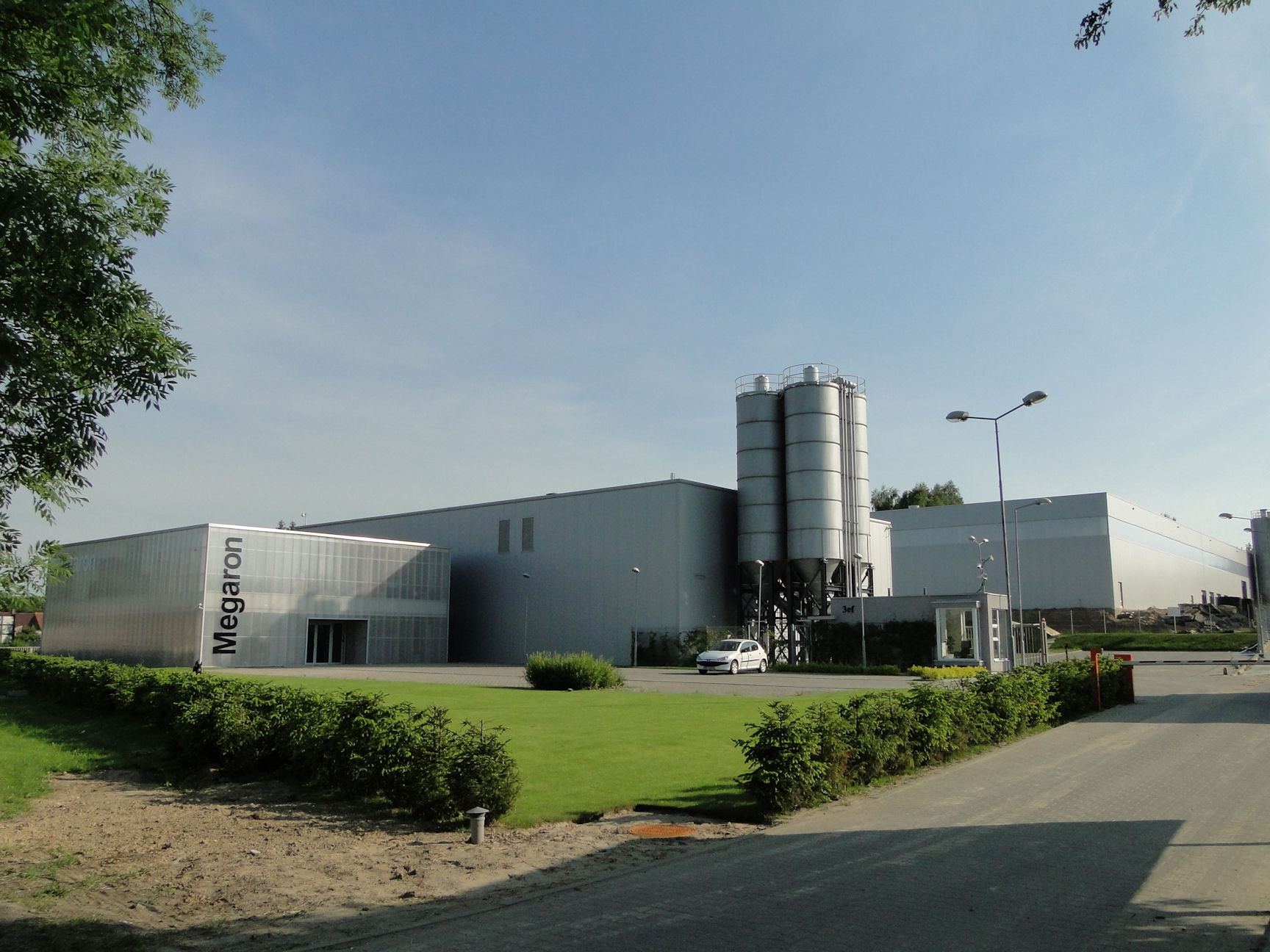
Zabudowania firmy „Megaron”
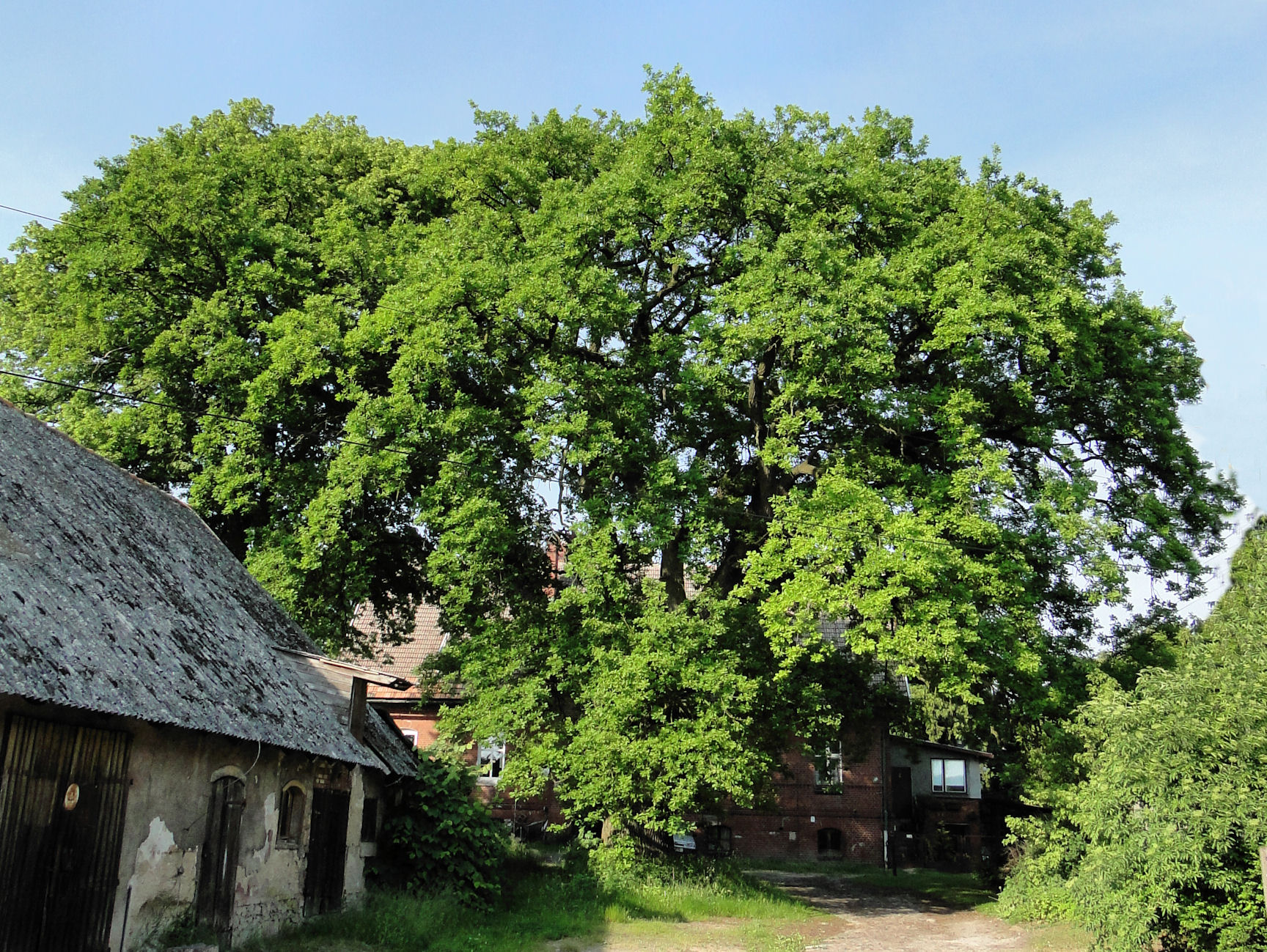
Dąb „Telesfor”
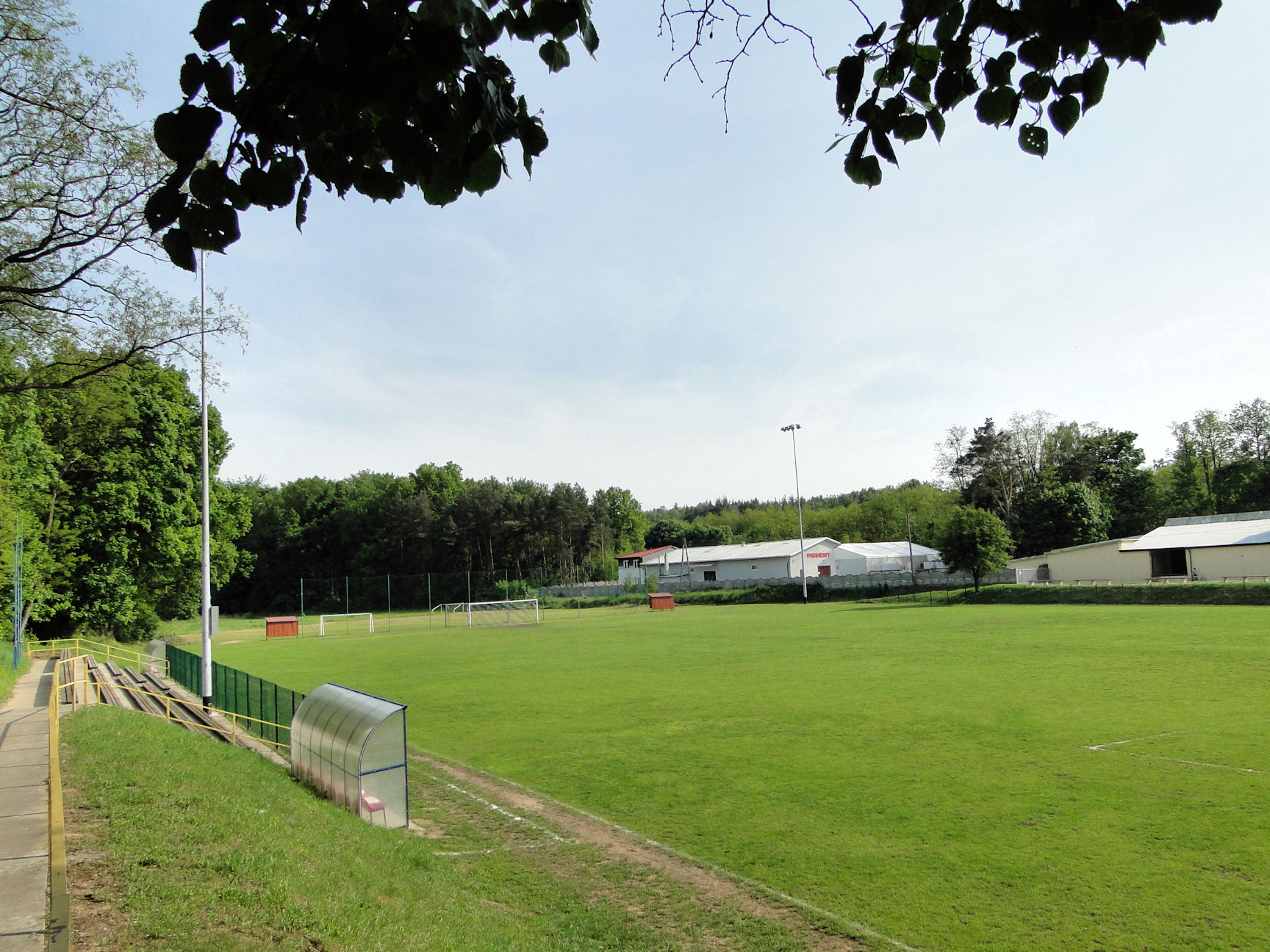
Stadion klubu „Iskierka”
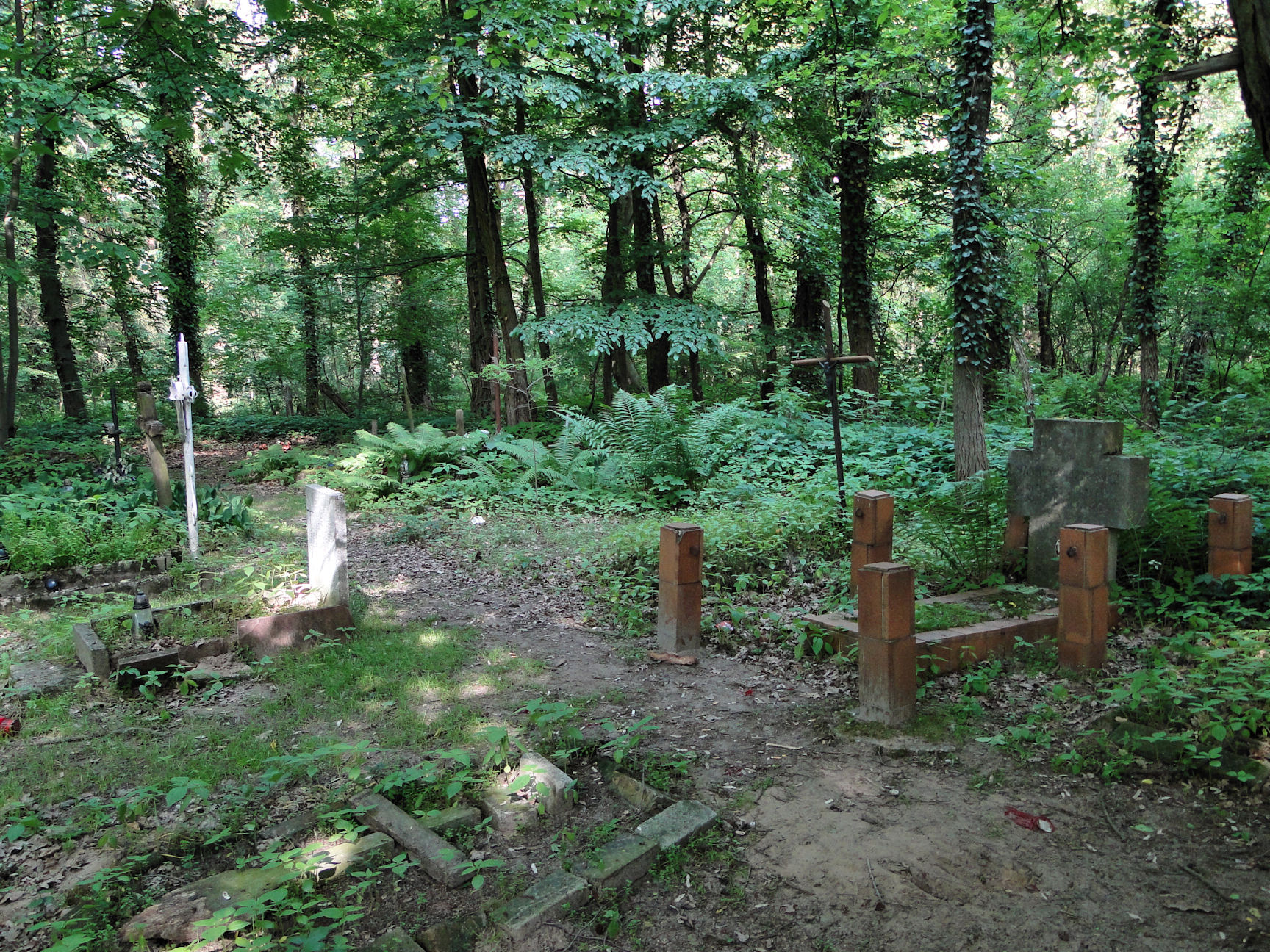
Cmentarz przy ul. Topolowej